# Charlison Benschop
Charlison Benschop (21 de agosto de 1989) es un futbolista profesional de origen curazaleño que juega como delantero para el Fortuna Düsseldorf II de la Regionalliga West.

## Trayectoria
En la temporada 2013-14 estuvo cedido en el Fortuna Düsseldorf y tras un rendimiento notable en el que anotó 12 goles, el Fortuna Düsseldorf ejerció la opción de compra que tenía sobre el jugador por valor de 750 000 €.
En la temporada 2014-15 empieza en buena forma el campeonato, a mediados de octubre ya suma 6 goles. En el mes de marzo es elegido por dos veces en el once ideal de la liga. Finalizará la liga con 13 tantos y 4 asistencias de gol en 30 partidos jugados.
El Hannover 96 de la 1. Bundesliga lo fichó para la temporada 2015/2016 a cambio de 1,5 millones de euros.
En el primer partido de liga salió al terreno de juego en el minuto 46 y dos minutos después anotaría su primer gol en la competición.

## Clubes
| Club                   | País         | Año       |
| ---------------------- | ------------ | --------- |
| RKC Waalwijk           | Países Bajos | 2007-2010 |
| AZ Alkmaar             | Países Bajos | 2010-2012 |
| Stade Brestois 29      | Francia      | 2012-2013 |
| Fortuna Düsseldorf     | Alemania     | 2013-2015 |
| Hannover 96            | Alemania     | 2015-2018 |
| F. C. Ingolstadt 04    | Alemania     | 2018-2019 |
| De Graafschap (cedido) | Países Bajos | 2019      |
| F. C. Groningen        | Países Bajos | 2019-2020 |
| Apollon Limassol       | Chipre       | 2020-2021 |
| SV Sandhausen          | Alemania     | 2021-2022 |
| Fortuna Sittard        | Países Bajos | 2022      |
| De Graafschap          | Países Bajos | 2022-2023 |
| Wuppertaler SV         | Alemania     | 2023-2024 |
| Alemannia Aachen       | Alemania     | 2024-2025 |
| Fortuna Düsseldorf II  | Alemania     | 2025-     |